# Deathtrack
Death Track (с англ. — «смертельная трасса», «смертельные гонки») — автосимулятор гонок на автомобилях, оснащенным вооружением, выпущенный Dynamix и опубликованный Activision в 1989 году.

## Игровой процесс
Игроку даётся три автомобиля на выбор: «Hellcat» обладает высокой скоростью, «The Crusher» с высокой огневой мощью, и «Pitbull» с крепкой бронёй.

## Сюжет
Гонки проводятся в Америке будущего. Игрок участвуют в гонках на различных трассах по всей стране за деньги, которые можно потратить на броню, оружие и другие изменения, чтобы защитить свой автомобиль и уничтожить конкурентов.
Гонку можно выиграть — придя первым к финишу или уничтожив всех конкурентов.
Игрок стартует с $10 000.

## Сиквел
В 2008 году фирмой Skyfallen Entertainment и издателем 1С был выпущен ремейк «Death Track: Возрождение».